# Lifton
Lifton är en ort och civil parish i Storbritannien.   Den ligger i grevskapet Devon och riksdelen England, i den södra delen av landet, 300 km väster om huvudstaden London. Lifton ligger 75 meter över havet och antalet invånare är 617.
Terrängen runt Lifton är huvudsakligen platt. Lifton ligger nere i en dal. Runt Lifton är det ganska glesbefolkat, med 43 invånare per kvadratkilometer. Närmaste större samhälle är Launceston, 5,5 km väster om Lifton. Trakten runt Lifton består i huvudsak av gräsmarker.